# Konståret 1911

## Händelser

### Februari
- 2 februari - Första utgåvan av Franz Pfemferts Die Aktion

### Augusti
- 21 augusti - Mona Lisa blir stulen från Louvren.

### Okänt datum
- Skapandet av Puteaux Group
- Walter Richard Sickert bildar Camden Town Group i norra London.
- Föreningen Svenska Konstnärinnor arrangerade sin första utställning på Konstakademien.

## Verk
- Lydia Field Emmet - Olivia
- Jacob Epstein - Oscar Wilde Memorial
- Emil Nolde - Maskenstilleben

## Utställningar
- En-man-show av Eugeniusz Żak på Galerie Druet.

## Födda
- 14 maj - Carl Abrahams (död 2005), jamaicansk målare.
- 25 maj - Will Barnet (död 2012), amerikansk målare och tryckmakare.
- 21 maj - Sigurd Berggren (död 1968), svensk skulptör.
- 17 augusti - Per Schwab (död 1971), svensk konstnär och teaterchef.
- 2 september - Romare Bearden (död 1988), amerikansk målare och tryckmakare.
- 11 september - Gösta Robsahm (död 2003), svensk konstnär.
- 15 september - Wolfgang Schulte (död 1936), tysk konstnär.
- 20 september - David Park (död 1960), amerikansk målare.
- 9 oktober - Joe Rosenthal (död 2006), amerikansk Pulitzer Prize-vinnande fotograf.
- 1 november - Sonja Ferlov (död 1984), dansk skulptör som under en period ingick i konstnärsgruppen Cobra.
- 3 november - Bengtolle Oldinger (död 1988), svensk målare och tecknare.
- 11 november - Roberto Matta (död 2002), chilensk målare.
- 26 november - Iván Grünewald (död 1996), svensk konstnär.
- 6 december - Olle Bærtling (död 1981), svensk målare och skulptör.
- 22 december -  Sven Davidsson  (död 2004) svensk målare och skulptör
- 25 december - Louise Bourgeois (död 2010), Fransk målare och skulptör.

## Avlidna
- 19 januari - Valentin Serov (född 1865), rysk målare.
- 22 februari - Carl Fredrik Hill (född 1849), svensk målare.
- 10 april - Mikalojus Konstantinas Čiurlionis (född 1875), litauisk konstnär och kompositör.
- 8 maj - Alphonse Legros (född 1837), fransk målare och etsare.
- 4 juli - Edmonia Lewis (född 1845), amerikansk skulptör.
- 1 augusti – Edwin Austin Abbey (född 1852), amerikansk målare och illustratör.
- 12 augusti - Jozef Israëls (född 1824), nederländsk målare.
- 15 augusti - Gustaf Carleman (född 1821), svensk bildkonstnär och grafiker.
- 27 oktober - Karl Konrad Simonsson (född 1834), svensk målare och tecknare.
- 10 november – Félix Ziem (född 1821), fransk målare.
- 8 december - Tony Robert-Fleury (född 1837), fransk målare.